# Ida Freund
Ida Freund, britanska kemičarka avstrijskega rodu, * 15. april 1863, † 15. maj 1914, Cambridge.
Freundova je bila prva ženska univerzitetna profesorica kemije v Združenem kraljestvu. Napisala je tudi dva učbenika in izumila cev za merjenje plinov, ki se imenuje po njej, a se danes ne uporablje več pogosto.